# Philippe de Bourbourg
Pour les articles homonymes, voir Bourbourg (homonymie).
Philippe de Bourbourg (mort vers 1292) est un seigneur noble flamand de France de la fin du XIIIe siècle. D'origine inconnue, sans doute natif de Bourbourg, Philippe de Bourbourg est un homme de confiance, un grand commis, de deux comtes de Flandre, Marguerite de Constantinople et Gui de Dampierre. Il multiplie les missions entre 1265 et 1278. Un temps bailli de la ville de Bruges, puis prévôt de la ville de Lille, il s'élève socialement en devenant seigneur de Verlinghem (dans la châtellenie de Lille) vers 1271. En outre, Gui de Dampierre l'anoblit : il le fait chevalier vers 1280 et lui confirme sa position de seigneur acquise sous Marguerite de Constantinople. Sa carrière est exemplaire des pratiques financières et des tensions politiques de son époque.  

## Biographie
On sait peu de choses sur les origines de Philippe de Bourbourg. Il semble qu'il n'ait pas de lien avec la première famille de Bourbourg, retrouvée entre 1072 et 1224, celle des châtelains de Bourbourg (châtellenie de Bourbourg). Il apparait également qu'il ne nait pas noble.
Il est retrouvé dans les textes dans la deuxième moitié du XIIIe siècle, dans l'entourage des comtes de Flandre, en tant que sergent chargé de missions de confiance. Le terme sergent n'a pas de signification militaire mais signifie plutôt représentant, chargé de mission voire bras droit, dans la mesure où aucune de ses missions n'a de finalité militaire et où il n'est pas signalé en train de combattre. Philippe exécute des actions très variées qui l'amènent à sillonner le pays jusqu'à Paris et à rencontrer de puissants personnages : saisie de marchandises, perception de sommes dues aux comtes de Flandre, arbitre dans des litiges concernant ses maîtres,...
Les services rendus lui valent de devenir seigneur possesseur du fief de Verlinghem, dans la châtellenie de Lille, puis anobli. Il remplit encore des missions après qu'il a atteint cette nouvelle situation.
Il épouse, avant 1288, une dénommée Marie, son fils aîné se prénomme également Philippe, majeur de droit en 1288. Ses enfants sont faits chevaliers .
Philippe de Bourbourg n'oublie pas de s'acheter des biens dans sa ville présumée d'origine : en 1282, il possède une maison sur le marché de Bourbourg. En 1298, il détient le manoir de Bourbourg, c'est-à dire le château de Bourbourg qui constitue alors un fief séparé de la châtellenie. Il est maître également du fief de la prison de Bourbourg Il a encore pris soin d'acquérir en octobre 1271, un autre bien dans les environs, toujours en Flandre maritime, à Bambecque.
Philippe de Bourbourg meurt en ou vers 1292.

## Au service de deux comtes de Flandre
La carrière de Philippe de Bourbourg illustre les pratiques des grands seigneurs lorsqu'ils ne recourent pas à la force : gestion de leurs territoires, achat et vente de terres, négociation avec les abbayes,... Les transactions financières abondent, alimentées notamment par la fréquence des prêts d'argent. Celle-ci peut s'expliquer par une richesse fondée essentiellement sur la possession immobilière (terres, maisons, châteaux, moulins, ...) procurant revenus et rentes à dates ou moments fixés par les contrats ou les saisons et une relative pénurie momentanée de trésorerie ou d'espèces sonnantes et trébuchantes pour faire face à un besoin ou une opportunité immédiates : la monnaie est une denrée rare. On, y compris de riches personnages, prête et emprunte donc souvent. De ce fait, se multiplient les actes de prêts d'argent, de reconnaissance de dette, avec ou sans désignation de cautions, de certification de remboursement ou de procédures engagées pour obtenir ce dernier, via des intermédiaires, comme Philippe de Bourbourg, appelés à jouer un grand rôle.
Philippe de Bourbourg jouit de toute la confiance des grands personnages qu'il sert entre 1265 et 1278, pendant treize ans au moins. Il multiplie les missions. Fréquemment réemployé, ses propositions sont régulièrement entérinées. Il y acquiert une aisance matérielle certaine.
Il remplit essentiellement trois grands types de missions à leur service.

### Encaissement de sommes dues ou destinées aux comtes
Philippe de Bourbourg est dépêché ou désigné par les deux comtes de Flandre susnommés pour servir d'intermédiaire financier, y inclus pour des sommes importantes. De ce fait, le 28 mars 1271, un marchand de Florence va jusqu'à le mentionner en tant que receveur de Flandre, fonction qu'il n'occupe pourtant pas officiellement a priori : cette appréciation montre le rôle notable qu'il a joué dans plusieurs transactions, même sans porter de titre officiel autre que d'être personnage de confiance de ses employeurs.
- Il apparait dans les textes pour la première fois en 1265 : vers 1265, Marguerite de Constantinople fait saisir par son sergent Philippe de Bourbourg, assisté d'un bourgeois de Douai, dans les villes de Bruges et de Damme, des laines d'Angleterre et d'Irlande, jusqu'à ce que l'acheteur, un bourgeois de Bruges, lui verse mille deux cent soixante sept livres cinq sous cinq deniers sterling[14].
- Philippon de Bourbourg est de nouveau l'homme de confiance de Marguerite en 1270, pour recevoir une somme d'argent (deux cent soixante dix livres sterlins) due par des bourgeois de Bruges à d'autres personnes[15].
- En février 1275, Alphonse Wauters dit février 1276[16], encore pour Marguerite, Philippe est une des quatre personnes, avec sa « chère fille sœur Marie de Dampierre[17] », (en fait sa petite-fille?), son petit-fils et un ecclésiastique, désignées pour recevoir deux mille livres, monnaie de Flandre, par an provenant de divers biens, afin d'effectuer des restitutions jusqu'à exécution des restitutions et legs qu'elle a ordonnés par testament[17]. Cet acte est renouvelé en janvier 1277 quasiment dans les mêmes termes[18],[19].
- En décembre 1275, Marguerite de Constantinople, son fils Gui de Dampierre, son autre fils Robert III de Flandre et l'épouse de celui ci Yolande de Bourgogne reconnaissent devoir à des marchands de Gênes huit mille livres tournois, reçues pour eux à Paris par Philippe de Bourbourg[20] avec engagement d'une date de remboursement et d'octroi d'intérêts en cas de retard[17].
- En 1277, il verse à Jean de Mortagne, châtelain de Tournai, qui le qualifie de « son bon ami[19] » les mille livres parisis, confiés par le comte de Flandre, pour rembourser le dit Jean de Mortagne[21],[19].
- En 1278, nouvelle mission de confiance pour Philippe, chargé par Marguerite, de veiller à la transmission au fils de Marguerite, Guy de Dampierre, d'une maison qu'elle a acheté à Paris, hors de la porte de Saint-Eustache[22].
- En septembre 1278, il est cité dans des lettres évoquant un prêt de trois mille six cents livres puis un prêt de huit cents livres tournois, faits, par son entremise, au comte et à la comtesse de Flandre ainsi qu'à Robert leur fils aîné et à sa femme[13].

### Prêt ou caution pour ses employeurs
Philippe de Bourbourg dispose d'une surface financière importante, probablement encore accrue au fil des missions remplies, et des gages et récompenses reçues. Il peut ainsi prêter à ses maîtres ou leur servir de caution dans plusieurs actes d'emprunt d'argent.
- En août 1268, Marguerite donne des lettres selon lesquelles elle a reçu un prêt de mille livres parisis accordé par Philippon de Bourbourg et d'autres[13]. En février 1270, la même comtesse écrit des lettres pour un emprunt de deux mille livres parisis, à elle consenti, par trois bourgeois de Douai et Philippon de Bourbourg, son sergent[13].
- Philippe de Bourbourg, seigneur de Verlinghem, sergent de la comtesse, s'est porté caution avec des bourgeois de Douai pour la comtesse Marguerite et son fils Gui, pour un montant de trois mille six cent soixante quatre livres, monnaie de Flandre, envers des citoyens d'Arras. En août 1276, Marguerite et Gui promettent à « leurs chers amis[23] » qui se sont portés cautions, qu'ils vont s'acquitter de la somme en question lors de la prochaine reddition des comptes en 1277[23].
- En 1278, Gui, comte de Flandre, demande à des marchands de Sienne, de prêter mille trois cents livres tournois au prévôt de Cassel, présent à la cour de Rome. Par acte passé à Paris en décembre 1278, il reconnait devoir cette somme, qu'il prévoit de rembourser par échéances successives. Philippe de Bourbourg, seigneur de Verlinghem, se porte caution pour son comte par la même charte. A cette date, Philippe dispose d'un sceau, en cire verte, présent sur l'acte à côté de celui du comte[24].

### Arbitre lors de litiges
Lors des situations de tensions où passer en force n'est pas envisageable, vis-à-vis de l'église ou des abbayes notamment, ou encore des villes, les révoltes en Flandre étant déjà fréquentes, (à titre d'illustration, révoltes de Gand tout au long du Moyen-Âge, révolte des Karls), les comtes de Flandre recourent à des procédures d'arbitrage, chaque partie désignant le ou les siens pour négocier un compromis acceptable pour tous. Philippe de Bourbourg se voit souvent confier ce genre de missions destinées à arrondir les angles sans violence.
- En avril-juin 1273, Philippe est arbitre (nommé par la comtesse) avec le prieur des frères prêcheurs à Lille, (nommé par l'abbé de l'abbaye des Dunes), pour trancher des difficultés entre la dite abbaye et la comtesse au sujet de terres achetées par le monastère et des droits et taxes attachés à celles-ci[25],[26]. La comtesse et l'abbaye entérinent leur décision (l'abbaye doit verser deux mille trois cents livres monnaie de Flandre à la comtesse en trois termes[27]) et Gui de Dampierre, fils de Marguerite et comte de Flandre, la confirme[26]. En août 1273, dans la foulée et pour régler d'autres questions pendantes avec cette abbaye, Guy déclare que son « cher et féal sergent[25] » Philippe de Bourbourg a été désigné pour faire le mesurage et mettre des bornes aux terrains ayant fait l'objet d'une donation à la même abbaye par la comtesse Jeanne de Constantinople en janvier 1235[25],[26]. Marguerite et Guy confirment le travail réalisé par Philippe[28].
- Philippe, décidément très utilisé par la comtesse, est en octobre 1273, une des quatre personnes désignées pour arbitrer les difficultés entre Marguerite et l'abbaye de Baudelo (commune actuelle de Saint-Nicolas (Flandre-Orientale) au sujet de la possession de terres, décision entérinée par Marguerite et son fils Guy[28].
- Philippe de Bourbourg, en mai 1275, est arbitre nommé par Marguerite, au côté d'autres arbitres désignés par les parties adverses, pour régler le prix de vente de droits et terrains, appartenant à la comtesse, à la commune de Bruges qui souhaite les acquérir, et pour borner les terrains concernés. Philippe encaisse deux mille cinq cents livres monnaie de Flandre revenant à son employeur, et Marguerite et Gui confirment l'accord conclu[29].

### Autres missions
Philippe de Bourbourg remplit encore d'autres missions, moins fréquentes mais révélatrices de la confiance qu'on lui témoigne, allant jusqu'à supplanter des personnes désignées officiellement pour remplir des fonctions précises.
- En juillet 1276, il est mandaté par la comtesse pour tenir les plaids des renenghes (sessions de l'instance chargée de la reddition et du contrôle des revenus domaniaux de Flandre). Elle confirme un jugement rendu en la salle de Lille à la « semonce de son cher sergent et féal Philippon de Bourbourg, seigneur de Verlenghehem[23] » : à défaut de paiement des rentes dues pendant trois ans, les terres concernées par ces rentes sont réunies au domaine des comtes de Flandre[23]. Il est vrai qu'à cette date, étant seigneur de Verlinghem, Philippe dispose d'une situation sociale à même de lui permettre de remplir cette tâche.

## Enjeux de pouvoirs
Guy de Dampierre, comme l'ont fait avant lui ses prédécesseurs, pour récompenser son vassal de son habileté, son dévouement et son efficacité, fait de Philippe de Bourbourg, un chevalier, sans doute vers 1280. Selon la Commission historique du département du Nord, cette élévation pourrait concerner son fils également prénommé Philippe . Cette décision amène un arrêt du Parlement de Paris, sur les instances du roi de France Philippe III le Hardi, imposant à l'avenir au comte de demander l'autorisation préalable du roi pour ce genre d 'acte. Officiellement, il s'agit d'empêcher que le statut et la dignité de noble ne soient donnés trop facilement à des "vilains", autrement dit des roturiers, pour maintenir la cohérence de la classe noble. Il est vrai que la décision prise va au delà d'un simple anoblissement : Philippe de Bourbourg passe directement du statut de non noble à chevalier, alors qu'en principe, un non noble anobli devient d'abord écuyer. Il est cependant difficile de penser qu'il s'agit de la seule raison, dans le contexte de l'époque : vainquant le comte Ferrand de Flandre, un de ses adversaires, Philippe Auguste, prédécesseur de Philippe III le Hardi au début du siècle, a gagné la bataille de Bouvines, considérée comme le socle de la future puissance royale vis-à-vis des puissants barons du royaume, en 1214 et Philippe IV le Bel, roi de France de 1285 à 1314, va bientôt réaffirmer avec éclat cette volonté de reprise en mains. Les relations mouvementées entre Gui de Dampierre et le royaume de France laissent supposer que Gui a peu apprécié d'être ainsi tancé : la suite de son majorat peut être vue comme une tentative de garder son autonomie entrainant un long affrontement avec les rois successifs, notamment Philippe le Bel (Bataille de Furnes (1297), siège de Lille (1297), bataille de Courtrai (1302), bataille de Mons-en-Pévèle (18 août 1304).
Après la mort de Philippe de Bourbourg, sa famille se retrouve de nouveau au cœur de ces luttes : en avril 1298, Philippe le Bel, occupant une grande partie du comté de Flandre, confisque les biens des fidèles de Gui de Dampierre, dont ceux de la famille de Philippe de Bourbourg : terres, rentes, le manoir de Philippe situé à Bourbourg, et les revenus associés. Le bénéficiaire s'intitule par la suite « chevalier de nostre roy, châtelain de Bourbourg », (à cette date, avant confiscation, la châtellenie de Bourbourg est possédée par le comte de Flandre (voir châtellenie de Bourbourg).
Par la suite, la confiscation ayant pris fin, au moins le manoir de Bourbourg et les revenus associés ont-ils dû revenir à la famille : le 17 août 1310, le comte de Flandre Robert III de Flandre, pour constituer la dot de sa sœur Isabelle, lui donne la châtellenie de Bourbourg qui lui appartient et le manoir vendu par les héritiers de Philippe, aux comtes à une date non précisée,.

## Noble seigneur
Selon une source, Philippe de Bourbourg, « dévoué serviteur,...principal homme d'affaires de la comtesse Marguerite », a occupé plusieurs postes prestigieux : bailli de Bruges, bailli d'Ypres, de Cassel, receveur de Flandre, prévôt de Lille. En dehors des fonctions de bailli de Bruges et surtout de celle de prévôt de Lille, confirmée par une autre source, ces fonctions paraissent peu compatibles avec ses origines non nobles et elles ne sont pas évoquées dans d'autres documents.
Vers 1270, Philippe est un des témoins, avec notamment le seigneur de Roubaix et son fils, dans une sombre affaire de vente de terrain estimée frauduleuse.

### Seigneur de Verlinghem
En tant que seigneur de Verlinghem, Philippe de Bourbourg gère son bien à l'égal de ses homologues
- Philippe de Bourbourg, seigneur de Verlinghem dès 1271[31], est retrouvé pour la première fois, dans un acte de gestion le concernant personnellement, le 7 avril 1272 : ce jour-là, il verse mille quatre cents livres parisis qu'il devait à Willaume, sire de Fienles (Fiennes), lequel reconnait les avoir reçues[7],[36].
- Le 9 octobre 1273, Philippe de Bourbourg, sans doute instruit par les missions remplies, et y ayant gagné une certaine aisance matérielle, montre une grande habileté pour se faire confirmer la possession de ses biens : il obtient des lettres de Marguerite et de Gui, dans lesquelles ils déclarent que « Philippe de Bourbourg, leur féal et cher sergent, depuis très longtemps à leur service, a acquis beaucoup de biens par dons, courtoisies ou autrement [sic]...a remis entre les mains du comte tous ses biens, meubles, fiefs et héritages et tout ce qu'il a vaillant[28].» Philippe obtient ce qu'il recherchait : le comte fait don à Philippe et à ses héritiers de l'ensemble et « déclare le tenir quitte de tous droits, raisons, actions et amendes jusqu'à ce jour[28].»
- En 1274, Philippe de Bourbourg affirme son nouveau statut : il fait partie, aux côtés de grands seigneurs dont le comte Gui, son frère Baudouin d'Avesnes et des clercs, des personnes qui ont vendu des biens à l'abbaye de Baudelo, déjà rencontrée[37].
- Philippe assiste en juillet 1275 au côté de plusieurs châtelains et autres seigneurs ou ecclésiastiques au contrat passé par le châtelain de Lille et son épouse au sujet du mariage d'un de leurs fils. La présence de Philippe en si distingué aréopage illustre la place qu'il a acquise parmi les nobles de Flandre, ou au moins de la châtellenie de Lille[38].
- La même année 1276, Philippe, en tant que seigneur de Verlinghem, est un des témoins d'un acte de Philippe évêque de Tournai, dans lequel celui-ci confirme que l'abbaye de Saint-Amand sera dédommagée de l'arsin (incendie volontaire en tant que sanction judiciaire[39]) qui l'a frappée[40].
- Entre 1276 et 1280, Marguerite de Constantinople a donné à son « cher et féal sergent[5] » Philippe de Bourbourg la prévôté de la ville de Lille, en accroissement de son fief de Verlinghem. En 1282, Gui de Dampierre souhaite réunir à son domaine cette prévôté. Il dédommage Philippe en lui attribuant soixante quatorze livres monnaie de Flandre à recevoir annuellement sur le grand tonlieu de Gravelines et lui fait remise de biens en nature que lui devait Philippe. On apprend par cet acte que Philippe possède une maison sur le marché de Bourbourg[5].
- En 1281, Philippe, en tant que seigneur de Verlinghem, règle avec un bourgeois représentant la ville de Lille, la situation d'un chemin intéressant la ville et sa seigneurie[41].

### Chevalier
Le nouveau statut de Philippe de Bourbourg, anobli et fait chevalier, lui permet d'accéder à de nouveaux cénacles, d'assister à des actes en bonne compagnie ou de prendre des décisions où son nouvel état est mis en avant.
- Philippe de Bourbourg, en tant que chevalier, fait partie des nobles seigneurs témoins à Lille en 1285, d'une donation (cent livres tournois par an) effectuée par le comte de Flandre à la femme de Thomas de Mortagne, pour qu'elle tienne ce revenu en fief du comte[42].
- En mai 1286, Philippe de Bourbourg, chevalier, sire de Verlinghehem, reconnait devoir à son « bon ami[43] », maître des maisons de la chevalerie du temple (ordre du Temple) en Flandre, vingt livres parisis. L'acte est scellé du sceau de Philippe, en cire verte[43].
- En juin 1288, le chevalier Philippe de Bourbourg, seigneur de Verlinghem, du consentement de sa femme Marie et de son fils Philippe, vend à l'abbaye de Saint-Bertin une dîme qu'il prélevait dans les environs de Bailleul[1] et qu'il reconnait tenir en fief de l'abbaye[44]. L'official de Tournai charge un notaire de Thérouanne de faire reconnaitre et officialiser cette vente[1], ce qui est fait peu après[3].
- En décembre 1291, Philippe de Bourbourg, chevalier et seigneur de Vrelinghehem, promet de payer à Lille, à son « cher ami[45]», Évrard de Courtray, dit Kahotte, seize livres d'Artois, monnaie de Flandre, que celui-ci lui avait prêtées, avec engagement de payer 4 sols par jour de retard. Le sceau de Philippe figure sur l'acte, toujours en cire verte[45]. Cette histoire de prêt n'en reste pas là : en décembre 1292, alors que Philippe est mort, il est dit « feu Philippe de Bourbourg[46] », son prêteur s'est adressé à la cour de Lille pour obtenir réparation à propos de quatre cents livres, monnaie de Flandre, qu'il réclamait au rémanent (successeur) de Philippe. La cour, et notamment Robert de Wavrin, sire de Saint-Venant, Watier (Waziers?), châtelain de Douai et ses assistants déclare qu'Évrard, dit Chahotte, a atteint sa demande[46].